# Motion Picture Association

Logotyp för MPA.

Motion Picture Association (MPA) är en intresseorganisation för de större filmbolagen i USA med säte i Washington, D.C.
MPA är, även om dess medlemmar överlappar, separat från Alliance of Motion Picture and Television Producers (AMPTP) som är avtalspart som arbetsgivarrepresentant visavi de olika fackförbunden i filmbranschen.
MPA genomför även filmgranskning. Denna filmindustrins självcensurorgan grundades 1922 som Motion Picture Producers and Distributors Association of America (MPPDA); mellan 1945 och september 2019 hette organisationen Motion Picture Association of America (MPAA).

## Historik och funktion
En av dess främsta uppgifter var att främja filmbranschens anseende under en tid då bland annat religiösa intresseorganisationer ansåg att filmer som producerades var omoraliska. Detta ledde till införandet av produktionskoden (även kallad Hays-koden) 1930, vilken kom att tillämpas strikt under närmare tre decennier från 1934. Syftet med denna självcensur från filmbranschens sida var att undvika inrättandet av en statlig filmcensurmyndighet. Produktionskoden övergavs 1968 till förmån för det klassificeringssystem som i modifierad form fortfarande tillämpas i USA.

## Klassificeringssystemet
Klassificeringssystem kommer med råd om vilken publik filmen riktar sig till (exempelvis NC-17 som betyder att ingen under 17 ska släppas in till filmen). Systemet bygger på frivillighet, men fungerar som en sorts de facto-censur i USA då många distributörer vägrar visa och sälja oklassificerade eller NC-17-filmer vilket i sin tur leder till att filmskapare klipper ner sina filmer för att få en mildare klassificering. Klassificeringar bestäms utan allmän insyn och skälen till en klassificering är hemliga. I dokumentären This Film Is Not Yet Rated framkom det att överklagande av klassificeringar till MPAA bedöms av en panel där representanter från olika kyrkgrupper i USA ingår.
| Symbol              | MPAA:s nuvarande klassificeringssystem |
| ------------------- | --- |
| G rating symbol     | G - General Audiences Alla åldrar. Ingen nakenhet, ingen narkotikaanvändning, minimalt våld, och begränsad användning av språk som går bortom artiga samtal. Tecknade filmer kan få ha våld. |
| PG rating symbol    | PG - Parental Guidance Suggested En del material kanske inte passar för barn. Kan innehålla milt våld och/eller action, milt språkbruk och sexuella anspelningar, flyktiga bilder på nakenhet, intensiva bilder, sexuella teman, grov humor och väldigt milda anspelningar på narkotikabruk.                                                                             |
| PG-13 rating symbol | PG-13 - Parents Strongly Cautioned En del material passar kanske inte för barn under 13. Kan innehålla någorlunda grovt språkbruk, minimalt med svordomar, en del öppen nakenhet, intensivt våld och dödande men inte i närbild och inte utdraget, kan också vara milda anspelningar på narkotikabruk.                                                                   |
| R rating symbol     | R - Restricted Under 17 år kräver en medföljande förälder eller annan vuxen omsorgstagare. Kan innehålla mycket grovt språkbruk eller grova anspelningar på sex, mycket öppen nakenhet, grovt våld och blodiga bilder eller grova bilder på narkotikabruk. |
| NC-17 rating symbol | NC-17 - No One 17 and Under Admitted Ingen 17 år eller yngre släpps in. Kan innehålla mycket grovt sexuellt eller annat grovt språkbruk, grova bilder på öppen nakenhet och öppet samlag, mycket grova blodiga bilder eller motbjudande våld, eller väldigt detaljerat narkotikabruk. Filmer som får denna klassificering brukar klippas ner till en "R"-klassificering. |

Filmer utan klassificering använder ibland klassificeringen NR (Not Rated, oklassificerad) men det är ingen officiell MPAA-klassificering. Filmer som ännu inte klassificerats marknadsförs ofta This Film is Not Yet Rated ("denna film är ännu inte klassificerad") eller mindre ofta Rating Pending ("klassificering förestående").

## Källhänvisningar
1. ↑   MPAA i Nationalencyklopedins nätupplaga. Läst 14 mars 2015.